# Bilal Erdoğan
Necmettin Bilal Erdoğan (Istanbul, 23 aprile 1981) è un imprenditore e politico turco.

## Biografia
Necmettin Bilal Erdoğan è il secondo figlio del Presidente della Repubblica turca, Recep Tayyip Erdoğan, e di sua moglie Emine Erdoğan. Ha un fratello maggiore, Ahmet Burak, e due sorelle minori, Esra ed Sümeyye.
Dopo aver completato le scuole secondarie nel Kartal Anadolu İmam Hatip Lisesi nel 1999, Erdoğan si è recato negli Stati Uniti per proseguirvi i suoi studi in una High School. Si è poi laureato nell'Indiana University Bloomington con una tesi in Scienze politiche ed economiche. Ha anche conseguito un Master's degree nella John F. Kennedy School of Government della Harvard University nel 2004.

## Carriera
Dopo il completamento dei suoi studi, ha operato come stagista per un certo periodo nella Banca Mondiale. È quindi tornato in Turchia nel 2006, per lavorarvi in pianta stabile. Erdoğan è uno dei tre azionisti su base paritaria del BMZ Group Denizcilik ve İnşaat Sanayi Anonym Şirketi, una società di trasporti marittimi.
Fa anche parte del Consiglio d'amministrazione della Türkiye Gençlik ve Eğitime Hizmet Vakfı (TÜRGEV), una fondazione d'istruzione legata alla gioventù.

## Vita privata
Erdoğan ha sposato nel 2003 Reyyan Uzuner. La coppia ha avuto due figli e una figlia: Ömer Tayyip (n. 2007), Ali Tahir (n. 2013) e Fatma Serra (n. 2018).
Nell'ottobre del 2015, il giornale turco Today's Zaman riferì che Erdoğan e la sua famiglia s'erano trasferiti a Bologna, dopo che suo padre aveva perduto con l'AKP la sua maggioranza parlamentare nel mese di giugno. Si disse che lì avrebbe completato il suo PhD presso la The Johns Hopkins University SAIS Bologna Center, ma che tutto quello che Bilal doveva fare era di completare la sua tesi, cosa che non esigeva la sua presenza permanente a Bologna, ma che gli consentiva di ottenere un permesso di soggiorno biennale.
Nel febbraio del 2016 il Sostituto procuratore della Repubblica di Bologna ha avviato un'inchiesta a suo carico per riciclaggio, a seguito di un esposto presentato nel dicembre del 2015 di Murat Hakan Uzan, oppositore politico del padre di Bilal, rifugiatosi per motivi politici in Francia.
A metà settembre dello stesso anno la Procura di Bologna ha chiesto l'archiviazione del procedimento per "genericità e non riscontrabilità" delle accuse.

## Scandalo per corruzione
Bilal Erdoğan fu oggetto di specifiche accuse durante gli avvenimenti legati alla corruzione venuta alla luce nel 2013, che coinvolse altri importanti membri del TÜRGEV, per il quale fu chiamato a rendere testimonianza davanti alla magistratura turca.